# Конституция Малайзии
Конституция Федерации Малайзия (англ. Federal Constitution of Malaysia, малайск. Perlembagaan Malaysia) — основной закон государства Малайзии, вступила в силу 31 августа 1957 года, изменена 16 сентября 1963 года включением в неё разделов о Сараваке и Сабахе. В настоящее время внесено 42 поправки.

## История
В 1946 году Великобританией было реорганизовано управление колониями: все малайские княжества объединены в Малайский союз, губернатор наделён исполнительной властью и введено единое гражданство для жителей Малайи. Всё это вызвало недовольство населения, что привело к решению британских властей 1 февраля 1948 года создать Малайскую федерацию, восстанавливающую привилегии султанов. В 1956 году приступили к переговорам о предоставлении независимости Малайе, а 31 августа 1957 года Малайя приобрела статус независимого государства одновременно с вступлением в силу Конституции. В 1963 году в Конституцию Малайзии внесены дополнения (Акт о Малайзии).

## Структура
Конституция состоит из 14 глав, содержащих 181 статью, и 13 приложений (12-е отменено) с уточнениями по вопросам функционирования. Статьёй 4 закреплено её верховенство по отношению ко всем нормативным актам, принятым после Дня Независимости.
Принятие поправок регламентировано статьёй 159 Конституции: поправка утверждается обеими палатами парламента не менее 2/3 голосов в трёх чтениях и считается принятой после утверждения Верховным правителем, поправки положений о гражданстве, форме присяги депутата, выбора и назначения сенатора не вносятся, а поправки положений о Совете правителей, главе государства, главе штата, федеральных гарантиях конституции и привилегиях малайцев принимаются исключительно с согласия Совета правителей.

## Основные положения
Статья 1 Конституции устанавливает, что Малайзия является федеративным государством, а также, что государственной религией является ислам (ч.1 ст. 3).
Глава 2 Конституции закрепляет краткий перечень прав и свобод в статьях 5—13 (право на жизнь, запрет рабства, право на справедливое правосудие, свободу слова, совести и вероисповедания, запрет на дискриминацию по расовым признакам, право на равный доступ к образованию, гарантии частной собственности), и не содержит положений о конституционных обязанностях. При этом свобода слова, собраний и ассоциаций может ограничиваться для обеспечения государственной безопасности. Конституционно установлен срок ареста — 24 часа, по истечении которых задержанный должен быть либо освобождён, либо доставлен в суд магистрата (ст. 5).
Конституция Малайзии подробно регулирует порядок приобретения и прекращения гражданства.
Конституция устанавливает обязательное официальное опубликование всех принимаемых законов, при невыполнении этого требования закон не вступает в силу (ч.5 ст.66).
Конституция Малайзии не имеет чётких положений о принципе разделения властей, тем не менее определяет Верховного главу (Янг ди-Пертуан Агонг — ст.32), который входит во все 3 ветви власти, из которых законодательную осуществляет двухпалатный парламент (Палата представителей и Сенат — ст.44), исполнительную — кабинет министров (ст.39), судебную — система судов.